# Wout Weghorst
Wout François Maria Weghorst (* 7. August 1992 in Borne, Provinz Overijssel) ist ein niederländischer Fußballspieler. Der Stürmer steht seit August 2024 bei Ajax Amsterdam unter Vertrag. Außerdem ist er A-Nationalspieler.

## Karriere

### Vereine

#### Niederlande

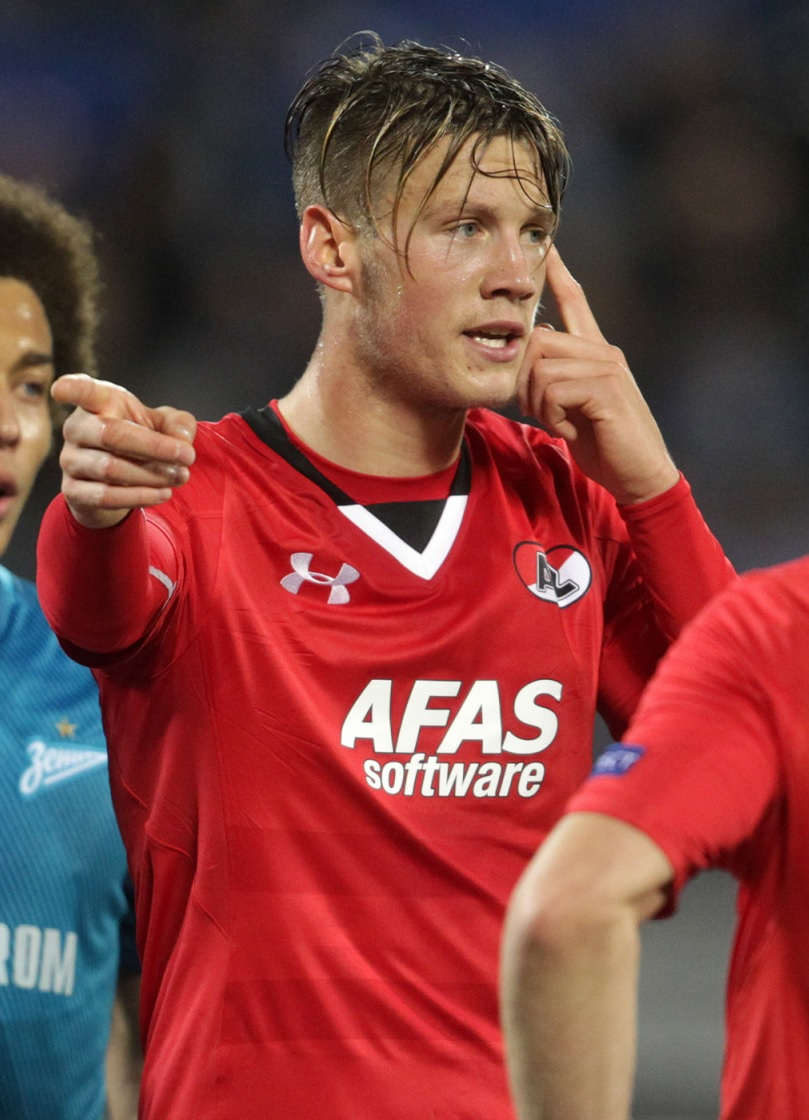
2016 bei AZ Alkmaar

Weghorst war bereits als Kind eigenen Aussagen zufolge sehr ehrgeizig, konnte Niederlagen nur schwer verkraften und blieb manches Mal auch als Einziger auf dem Platz, wenn es zu regnen begann. Noch als Volljähriger war Weghorst als Amateur bei den Klubs RKSV NEO und DETO Twenterand in unteren Ligen aktiv, pflegte aber auf dem Platz, im Training und in Bezug auf seine Ernährung bereits den Stil eines Profis. Bevor er in die U21 von Willem II Tilburg wechselte, absolvierte er ein Probetraining bei Heracles Almelo. Dessen Trainer Peter Bosz, den der Spieler Jahre später in Deutschland wiedersehen sollte, erkannte Weghorsts Potenzial, befand es aber aufgrund von dessen Defiziten in den Bereichen Physis, Tempo und Technik noch für zu früh für den Jungspieler, unter professionellen Bedingungen zu spielen.
Ab 2012 spielte der Angreifer für zwei Spielzeiten in der zweitklassigen, professionell organisierten Eerste Divisie beim FC Emmen. In seiner ersten Saison war Weghorst neben Ruud ter Heide erfolgreichster Torschütze des Teams, nach ter Heides Karriereende verbesserte er seine Trefferquote und stand nur ein Tor hinter dem teaminternen Toptorschützen, dem Neuzugang Roland Bergkamp, einem Neffen des früheren Nationalspielers Dennis Bergkamp. Zur Saison 2014/15 gelang ihm nach seinen Leistungen in Emmen doch noch der Sprung in die erste Liga zu Heracles Almelo, das Bosz aber mittlerweile verlassen hatte. Als Stammkraft verpasste Weghorst, der sich gegen den schwedischen Konkurrenten Denni Avdić durchsetzen konnte, lediglich drei Pflichtspiele und traf achtmal, allerdings verlor er mit dem Team auch ab Saisonbeginn sieben Ligaspiele in Folge. Auch in der Folgesaison konnte der Stürmer wichtige Treffer beisteuern, wurde mit seinen Mannschaftskollegen Sechster und setzte sich mit ihnen in den ligainternen Play-offs für die Teilnahme an der Europa-League-Qualifikation durch.
Zur Saison 2016/17 wechselte Weghorst zu AZ Alkmaar, das im Gegensatz zu Heracles die Europa-League-Gruppenphase erreicht hatte, und unterschrieb einen bis Juni 2020 laufenden Vertrag. Nach Platz 2 in der Gruppe gelangte er mit Alkmaar bis in die Zwischenrunde des Wettbewerbs und war auch bei diesem Klub der effektivste Angriffsspieler, noch vor Alireza Jahanbakhsh und Robert Mühren. Im Folgejahr konnte Weghorst seinen Trefferschnitt beibehalten, vertrat Ron Vlaar über weite Strecken verletzungsbedingt als Spielführer und verlor mit AZ lediglich sieben Ligaspiele; im Landespokal gelangte man sogar bis ins Endspiel, wo man allerdings Feyenoord Rotterdam mit 0:3 unterlag.

#### Deutschland
Zur Saison 2018/19 wechselte Weghorst erstmals ins Ausland. Er unterschrieb einen bis zum 30. Juni 2022 gültigen Vertrag beim deutschen Bundesligisten VfL Wolfsburg. Die Wölfe hatten gerade erst über die Relegation die Klasse halten können und in der Vorsaison die fünftschlechteste Trefferquote vorgewiesen. Der Niederländer absolvierte alle 34 Ligaspiele und war mit 17 Saisontreffern Wolfsburgs bester Torschütze, hilfreich war ihm hier sein Bestreben, zum einen möglichst viel mit seinen offensiven Mitspielern zu kommunizieren bzw. mit diesen Automatismen einzustudieren. In der Hinrunde bildete er öfter eine Doppelspitze mit einem anderen Neuzugang, Daniel Ginczek, nach dessen Bänderriss besetzte er das Sturmzentrum zumeist allein. Weghorst bereitete darüber hinaus auch sieben Treffer seiner Mannschaftskameraden vor und erzielte beim 5:2 über Fortuna Düsseldorf sowie dem 8:1 gegen Augsburg jeweils drei Tore. Mit dem VfL beendete er die Spielzeit auf Rang 6, was die Qualifikation für die Gruppenphase der Europa League bedeutete, und erhielt im Anschluss eine vorzeitige Vertragsverlängerung bis Juni 2023.
Ein Jahr später hatte der Niederländer lediglich drei von 45 Saisonspielen verpasst und in nur einem nicht in der Startelf gestanden. 20 Tore in allen Wettbewerben sowie fünf Vorlagen verdeutlichten einmal mehr seine Wichtigkeit für den Verein – die nach ihm besten Torschützen waren Josip Brekalo mit sieben sowie Renato Steffen mit sechs Treffern gewesen. Darüber hinaus fing sich der Stürmer zehn gelbe Karten ein, was unter anderem seiner aggressiven Spielweise und häufigen Konfrontationen mit Schiedsrichtern geschuldet war. Während man in der Bundesliga Siebter wurde und sich nicht direkt für die Europa League qualifizieren konnte, stand man in der aktuellen Saison im Achtelfinale des Wettbewerbs. Aufgrund der COVID-19-Pandemie waren zunächst alle Europapokalwettbewerbe zugunsten des Ligabetriebs nicht wieder aufgenommen worden. Das Achtelfinalrückspiel am 5. August 2020 ging schließlich mit 3:0 gegen Schachtar Donezk verloren. Somit schied Weghorst mit seinem Team aus.

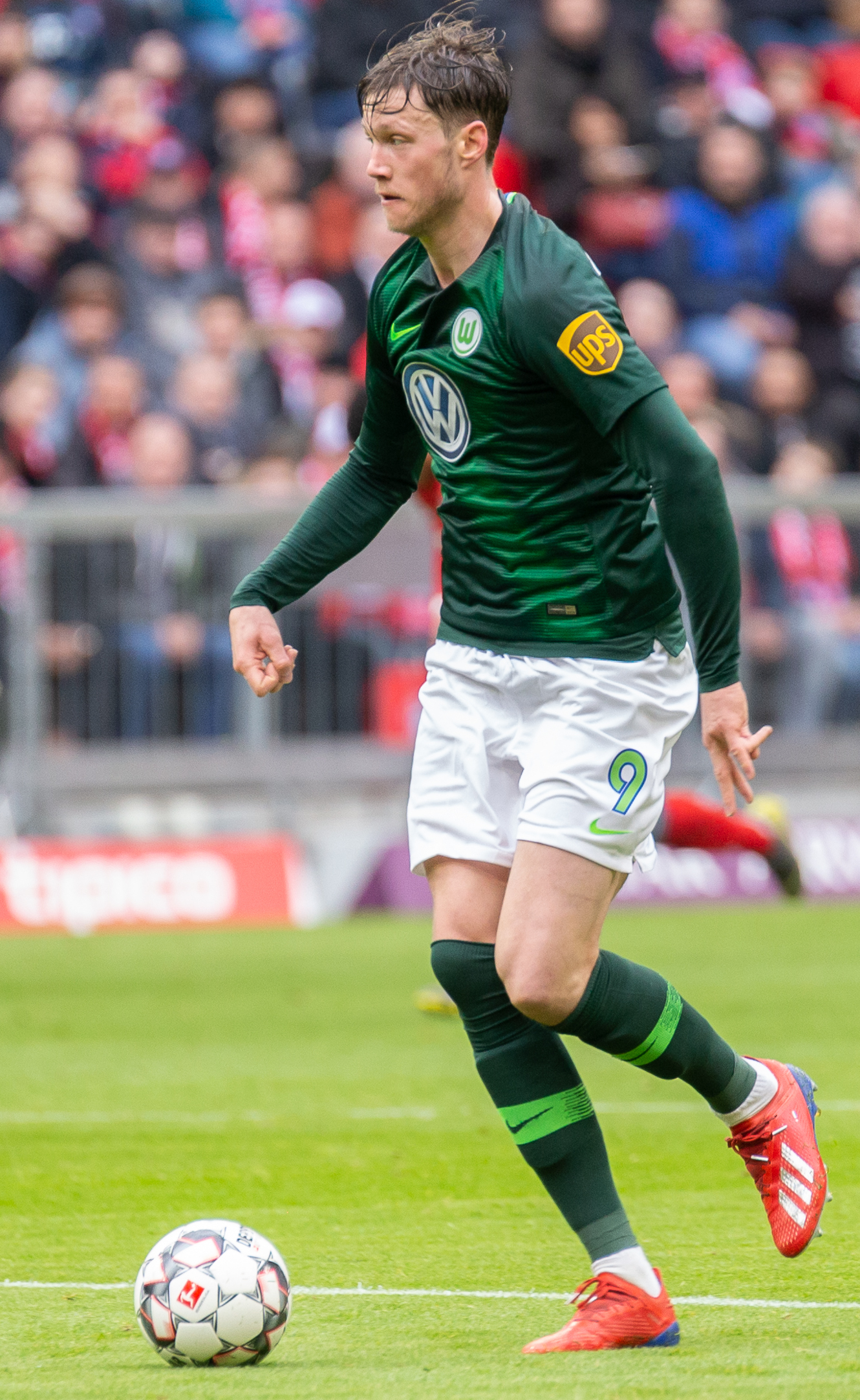
Weghorst im Trikot des VfL Wolfsburg (2019)

In der Vorbereitung auf die Spielzeit 2020/21 ging Weghorst eine Zusammenarbeit mit einem Mentaltrainer ein und arbeitete ehrgeizig an seinem Kopfballspiel, nachdem er dieses in der abgelaufenen Saison als eine seiner verbesserungswürdigeren Fähigkeiten analysiert hatte. Bereits im Verlauf der Hinserie traf der Spieler viermal per Kopf und somit doppelt so häufig wie in den beiden Vorjahren. Erneut traf Weghorst innerhalb der ersten 17 Partien zweistellig, während er mit dem Team in diesem Zeitraum nur zweimal in der Liga verlor. In der Rückrunde sammelte der Niederländer 16 weitere Scorerpunkte, sein Tor machte beim 2:1 gegen den späteren Absteiger Werder Bremen den Unterschied. Nachdem sich Wolfsburg und Weghorst, der noch ein weiteres Tor per Kopf erzielte, in der Rückserie durchgängig auf einem Champions-League-Rang befanden, gelang dem Klub nach fünf Spielzeiten Abstinenz die Rückkehr in diesen Wettbewerb. Bei einem torlosen Remis im ersten Gruppenspiel gegen den französischen Meister OSC Lille lief der Stürmer mit 29 Jahren erstmals in der Königsklasse auf.
Weghorst und Wolfsburg starteten gut in die Spielzeit 2021/22, durch vier Siege und ein Remis an den ersten fünf Spieltagen stand man drei Runden in Folge auf dem ersten Platz. In diesen fünf Spielen steuerte der Stürmer vier Scorerpunkte bei, unter anderem schoss er das Siegtor gegen Bochum oder glich gegen Eintracht Frankfurt aus. Es folgte eine Serie von vier Niederlagen, ehe der VfL wieder zweimal gewann und dann aber ab dem 12. Spieltag keine drei Punkte mehr einfahren konnte. Zwischen der 17. und der 20. Runde schoss sogar kein einziger Spieler der Wölfe, die immer weiter in Richtung der Abstiegsränge abstürzten, ein Tor. Nach einer COVID-19-Infektion konnte Weghorst, der nach wie vor unangefochtener Stammspieler war, seine gewohnte Form nicht wieder finden und schoss bis Ende Januar 2022 lediglich drei weitere Tore. In der Champions League gewann Wolfsburg nur einmal und schied als Gruppenletzter aus dem Europapokal aus. Als Konsequenz aus der mangelnden Torgefährlichkeit wurde der Niederländer erstmals seit seinem Wechsel in die Bundesliga nicht in der Rangliste des deutschen Fußballs berücksichtigt und vom kicker mit seinem bis dato schlechtesten Halbseriennotenschnitt (3,89) bewertet. Der Spieler selbst äußerte, er fühle sich „[...] beim VfL noch immer sehr wohl, auch wenn die Hinrunde frustrierend [...] war“, gab aber auch an, „das Maximale herausholen“ zu wollen, bevorzugt mit einem Wechsel in die Premier League, was für ihn die „Erfüllung eines Traums“ bedeuten würde.

#### England und Leihen in die Türkei und nach Deutschland
Am letzten Tag der Wintertransferperiode wechselte Weghorst seinem Wunsch entsprechend in die englische Premier League zum in der Abstiegszone stehenden FC Burnley. Der Hamburger Morgenpost zufolge hätten diverse andere Interessenten aufgrund eines nicht vorhandenen COVID-19-Impfschutzes von einer Verpflichtung des Spielers abgesehen. Weghorst, der als Ersatz für den zu Newcastle United gewechselten Chris Wood galt, absolvierte alle 20 Partien bis auf die letzten drei von Beginn an und bildete mit Jay Rodriguez oder Maxwell Cornet eine Doppelspitze. Gegen Manchester United und West Ham sicherte Weghorst mit seinen Torbeteiligungen jeweils Remis, gegen die Wolverhampton Wanderers traf er hingegen zum 1:0-Endstand. Abgesehen von einem weiteren Treffer sowie einem Assist konnte der Niederländer aber keine weiteren Torbeteiligungen beisteuern und stieg mit der Mannschaft als 18. in die Championship ab. Im Hinblick auf seine Ambitionen, sich in der Premier League durchzusetzen und sich weiterhin für die Nationalmannschaft zu empfehlen, gab Weghorst nach der Saison an, nicht für Burnley in der zweiten Liga spielen zu wollen.
Anfang Juli 2022 wurde er dann für eine Spielzeit in die türkische Süper Lig an Beşiktaş Istanbul verliehen. Der Klub hatte in der abgelaufenen Saison innerhalb der Top 10 nur die fünftmeisten Tore zu verbuchen und die Qualifikation für den Europapokal verpasst. Seit Saisonbeginn an war Weghorst im Sturmzentrum gesetzt und verdiente sich in den ersten 14 Saisonspielen bis zur Winterpause zehn Scorerpunkte. Gegen Sivasspor (Endstand 3:1) köpfte der Niederländer etwa das 2:0 und hatte auch schon das durch Jackson Muleka erzielte 1:0 vorbereitet.
Im Januar 2023 wurde das Leihgeschäft mit Beşiktaş vorzeitig beendet und Weghorst an Manchester United, das zuvor Cristiano Ronaldo verlassen hatte, weiterverliehen. Für die Red Devils absolvierte der Stürmer alle sechs Finalrundenspiele in der Europa League und warf mit ihnen erst den FC Barcelona und dann Betis Sevilla aus dem Wettbewerb. Nach einem Remis im Viertelfinal-Hinspiel scheiterte er mit Manchester im Rückspiel mit 0:3 am späteren Turniersieger FC Sevilla. Gegen Betis schoss Weghorst ein Tor. In der Premier League wurde er überwiegend eingewechselt und hatte das Nachsehen gegenüber Anthony Martial und Marcus Rashford. Weghorst gelang in 17 Einsätzen lediglich eine Torvorlage, am Saisonende wurde er mit dem Verein Dritter. Auf dem Weg ins Endspiel des EFL-Cups steuerte der Niederländer einen Treffer sowie einen Assist bei, im Finale setzte er sich mit der Mannschaft gegen Newcastle United durch. Im Endspiel des FA-Cups musste man sich hingegen dem Stadtrivalen Manchester City geschlagen geben, nachdem beispielsweise auch Weghorst seinen Strafstoß im Elfmeterschießen, welches das Halbfinale gegen Brighton entschied, verwandelt hatte. Schon im April 2023 kritisierten englische Medien Weghorsts Leistungen, nachdem Trainer und Landsmann Erik ten Hag beispielsweise geäußert hatte: „Unser Angriffsspiel war nicht gut genug, aber ich möchte mich nicht auf einen Spieler konzentrieren. Wir sind eine Mannschaft.“ Dem waren 62 Minuten des Spielers vorausgegangen, in denen er beim 0:2 in der Liga gegen Newcastle zehn Ballkontakte sowie zwei Torschüsse verbucht hatte. Die Manchester Evening News meinten etwa: „Es gibt Phasen, in denen die United-Spieler Weghorst den Ball absichtlich nicht geben. Seiner miserablen Form folgte gegen Newcastle eine weitere bedeutungslose Leistung.“ „Das Wout-Weghorst-Experiment beweist die Probleme von Manchester United. Jetzt, wo Anthony Martial wieder fit ist, darf man sich fragen, wie viele Chancen Weghorst bekommt. Der Qualitätsunterschied zwischen diesen beiden Spielern ist wie Tag und Nacht.“, urteilte hingegen The Athletic.
Zur Vorbereitung auf die Spielzeit 2023/24 kehrte Weghorst zum FC Burnley, der als Zweitligameister in die Premier League aufgestiegen war, zurück. Anfang August wechselte er daraufhin per Leihe für die Saison 2023/24 nach Deutschland zur TSG 1899 Hoffenheim. Zurück in der Bundesliga war Weghorst von Beginn an ein wichtiger Teil in der Offensive der TSG und spielte meistens als Teil einer Doppelspitze mit dem 20-jährigen Maximilian Beier zusammen, wohingegen Andrej Kramarić auf den Flügeln oder hinter den Spitzen aufgeboten wurde. Sein erstes Tor für die Hoffenheimer erzielte Weghorst erst Ende Oktober 2023 beim 3:2-Auswärtssieg gegen den VfB Stuttgart. Es folgten noch sechs weitere Treffer sowie drei Vorlagen, allerdings waren Beier und Kramarić weitaus effizienter als der Niederländer und erzielten jeweils mehr als doppelt so viele Tore. Als Siebter qualifizierten sich Weghorst und Hoffenheim für die Europa League, wohingegen der FC Burnley in seiner Abwesenheit direkt zurück in die Championship abstieg.

#### Rückkehr in die Niederlande
Ende August 2024 unterschrieb Weghorst einen Zweijahresvertrag bei Ajax Amsterdam. Mit den Hauptstädtern konnte sich der Stürmer wieder auf der internationalen Bühne zeigen und trat mit ihnen in der Europa League an. Ajax scheiterte aber schließlich im Achtelfinale an Eintracht Frankfurt, wobei Weghorst alle vier Finalrundenspiele in Folge eines Zehenbruchs verpasste. Dieser kostete ihn darüber hinaus sechs Ligaspiele. Weghorst spielte mit der Mannschaft bis zum Saisonende um den Titel, wurde mit ihr allerdings am vorletzten Spieltag nach vier sieglosen Partien in Folge noch von der PSV Eindhoven eingeholt, die letztlich auch Meister wurde. Im Sturmzentrum setzte Amsterdams Trainer Francesco Farioli häufiger auf den mit Abstand besten Scorer des Teams aus der Vorsaison, Brian Brobbey, weshalb Weghorst zwischen Startelf und Bank pendelte. Letztendlich standen beide am Saisonende bei 13 Scorerpunkten, wohingegen der zentrale Mittelfeldspieler Kenneth Taylor mit 23 direkten Torbeteiligungen besser als alle Angreifer des Vereins war.

### Nationalmannschaft
Seit Anfang 2018 läuft Weghorst für die niederländische A-Nationalmannschaft auf. Sein Debüt gab er am 13. März in einem Testspiel gegen England, als er in der 89. Minute für Stefan de Vrij eingewechselt wurde.
Während der Stürmer mit dem Team nicht an der WM 2018 teilnehmen konnte, fuhr er mit den Niederlanden stattdessen zur EM 2021. In diesem Turnier wurde Weghorst in allen Partien eingesetzt und sorgte mit einem von drei Treffern mit für den Sieg im ersten Gruppenspiel gegen die Ukraine. Ungeschlagen gelangten die Niederlande als Gruppensieger ins Achtelfinale, wo man gegen Tschechien ausschied. Sowohl Kapitän Georginio Wijnaldum wie auch Sturmkollege Memphis Depay oder Außenbahnspieler Denzel Dumfries konnten im Verlauf des Wettbewerbs jedoch mehr direkte Torbeteiligungen als Weghorst vorweisen.
Im Anschluss an die Europameisterschaft gelang Oranje mit fünf Siegen und zwei Remis als Sieger seiner Gruppe die Qualifikation zur Weltmeisterschaftsendrunde 2022 in Katar, zu der der Angreifer mitgenommen wurde. In Katar berücksichtigte Bondscoach Louis van Gaal andere Stürmer wie Cody Gakpo (dem in den ersten drei Spielen drei Tore gelangen), Vincent Janssen oder Memphis Depay. Im zweiten und dritten Gruppenspiel sowie im Achtelfinale blieben Weghorst so nur 20 Einsatzminuten vergönnt, im Viertelfinale gegen Argentinien brachte ihn van Gaal dann nach 78 Minuten für Depay. Fünf Minuten später gelang ihm per Kopf der Anschlusstreffer, in der 11. Minute der Nachspielzeit dann das 2:2. Auch im anschließenden Elfmeterschießen verwandelte Weghorst, schied aber mit seiner Mannschaft aus dem Wettbewerb aus, nachdem Steven Berghuis und Kapitän Virgil van Dijk verschossen hatten.
Beim ersten Spiel der niederländischen Nationalmannschaft während der Fußball-Europameisterschaft 2024 wurde Weghorst kurz vor Schluss eingewechselt. Er schoss bei seinem ersten Ballkontakt in der 83. Minute das spielentscheidende Tor zum 2:1.

## Titel
Manchester United
- Englischer Ligapokalsieger: 2023

## Persönliches
Weghorst hat einen jüngeren sowie zwei ältere Brüder. Bis zum Alter von 23 studierte er zunächst Betriebswirtschaftslehre und im Anschluss Journalistik. Er ist Vater dreier Töchter (* 2018, 2020 und 2022).

## Kontroverse während COVID-19-Pandemie
Mitte Dezember 2020 teilte Weghorst während der COVID-19-Pandemie auf Instagram den verschwörungstheoretischen Beitrag einer US-amerikanischen Impfgegnerin mit dem Wortlaut: „Stell dir einen Impfstoff vor, der so sicher ist, dass du bedroht werden musst, ihn zu nehmen; für eine Krankheit, die so tödlich ist, dass du getestet werden musst, um zu wissen, dass du sie hast.“ Dazu schrieb er: „This!!! People inform yourself“ („Genau das!!! Leute, informiert euch“). Dafür wurde er stark kritisiert; die Vereinsführung veranlasste den Stürmer daraufhin, die strittigen Aussagen aus seinem Profil zu löschen und ein Entschuldigungsschreiben zu veröffentlichen, in dem er dazu aufforderte, sich zu derartigen Themen „möglichst viele unterschiedliche Meinungen“ einzuholen.
Im April 2021 war Weghorst Gast im aktuellen Sportstudio. Der Moderator Jochen Breyer fragte ihn im Interview, ob er noch zu besagtem Post stehe, woraufhin er antwortete, die beste Entscheidung für sich, seine Freundin und seine Kinder getroffen zu haben. Eine Distanzierung vermied der Niederländer, was einen erneuten „Shitstorm“ in sozialen Medien, in denen er u. a. als „Covidiot“ bezeichnet wurde, auslöste. Eine Woche später stellte Weghorst in einem Interview mit dem NDR klar, kein Corona-Leugner zu sein. Die Fragen im aktuellen Sportstudio hätten ihn überrascht und er verwies darauf, dass Deutsch nicht seine Muttersprache sei.
Im Oktober 2021 infizierte sich Weghorst mit SARS-CoV-2.